# Сексуальная революция (фильм)
«Сексуальная революция» (нем. Pornorama) — фильм режиссёра Марка Ротемунда, снятый в 2007 году.

## Сюжет
Бенни Кёпке учится на полицейского, но всегда мечтал снимать кино. Однажды к нему обращается его непутёвый старший брат — Фредди Кёпке, с просьбой помочь снять фильм, чтобы заработать быстрые деньги. Когда Бенни узнаёт, что фильм, который брат просит помочь сделать, порнографический, он отказывается. Но Фредди рассказывает, что его могут посадить в тюрьму, если он не заработает и не вернёт деньги банку. Тогда Бенни соглашается снимать фильм.
Фредди знакомит брата с его командой: продюсер — итальянец, владеющий пиццерией; осветитель — парень, обучающийся на электрика; стилист — девушка осветителя, которая прошла практику в парикмахерской; звукооператор-пенсионер; а также главная звезда фильма — итальянка Джина Феррари, не говорящая по-немецки, которую продюсер обманул, сказав, что фильм о любви.
Работа над фильмом осложняется ещё и тем, что девушка, в которую влюбляется Бенни и которая также помогает работать над фильмом, не должна знать, что он из полиции; полицейские не должны знать, что он снимает фильм; а фильм надо сделать порнографическим, но в виде учебного, чтобы его пропустила цензура в кинопрокат.

## В ролях
| Актёр              | Роль                        |
| ------------------ | --------------------------- |
| Том Шиллинг        | Бенни Кёпке                 |
| Бенно Фюрман       | Фредди Кёпке                |
| Каролина Херфурт   | Луци                        |
| Михаэль Гвиздек    | герр Эккерт (звукооператор) |
| Эльке Винкенс      | фрау Шрёдер                 |
| Дитер Ландурис     | Цезар (продюсер)            |
| Мартин Гладе       | Лотар (осветитель)          |
| Лиза Поттхофф      | Ирэна (стилист)             |
| Валентина Лодовини | Джина Феррари               |